# Нярпа
Нярпа — река в России, протекает по Афанасьевскому району Кировской области. Устье реки находится в 1528 км по правому берегу реки Камы. Длина реки составляет 13 км.
Исток у деревни Верхняя Нярпа (Бисеровское сельское поселение) в 8 км к северо-востоку от посёлка Бор неподалёку от границы с Пермским краем. В верховьях называется также Северная Нярпа. Река течёт на запад, впадает в Каму у нежилой деревни Усть-Нярпа выше посёлка Бор.

## Данные водного реестра
По данным государственного водного реестра России относится к Камскому бассейновому округу, водохозяйственный участок реки — Кама от истока до водомерного поста у села Бондюг, речной подбассейн реки — бассейны притоков Камы до впадения Белой. Речной бассейн реки — Кама.
Код объекта в государственном водном реестре — 10010100112111100000573.